# Лисяки
Лисяки (словен. Lisjaki) — поселення в общині Комен, Регіон Обално-крашка, Словенія. Висота над рівнем моря: 146,9 м.